# Millán Millán de Priego
Millán Millán de Priego y Bedmar (Jaén – Madrid, 1936) va ser un polític espanyol.

## Biografia
Va néixer a Jaén. Era fill de Juan Millán de Priego y Ganancias (Castro del Río, Còrdova) i de Carmen Bedmar de la Chica (Jaen, 1847 – Jaén, 1915). Va estudiar dret en la Universitat Central de Madrid entre 1888 i 1895. Va ocupar diversos càrrecs durant la monarquia d'Alfons XIII. En 1936, després d'esclatar la guerra civil, va ser afusellat per milicians afins al Front Popular..

## Director general de seguretat
En 1918 va ser nomenat per reial decret cap d'Administració civil de primera classe i cap de la Secció d'Ordre públic del ministeri de la Governació. Després de ser nomenat director general de seguretat en 1921, es van fer cèlebres els seus diversos bàndols regulatoris. El 30 d'abril de 1921 va signar una ordre per a la regulació del tràfic a Madrid de vehicles i vianants, que va imposar les parades i l'organització dels tramvies. També va imposar que als cavalls dels picadores en les corregudes de toros se'ls posés un peto d'arpillera i la separació per sexes a les sales de cinema.

## Encarregat de Ministeri
Del 17 de setembre de 1923 al 22 de setembre de 1923, durant el Directori militar de Primo de Rivera, fou nomenat encarregat del Ministre de la Governació fins que el càrrec fou ocupat per Severiano Martínez Anido.